# Henri Romagnesi

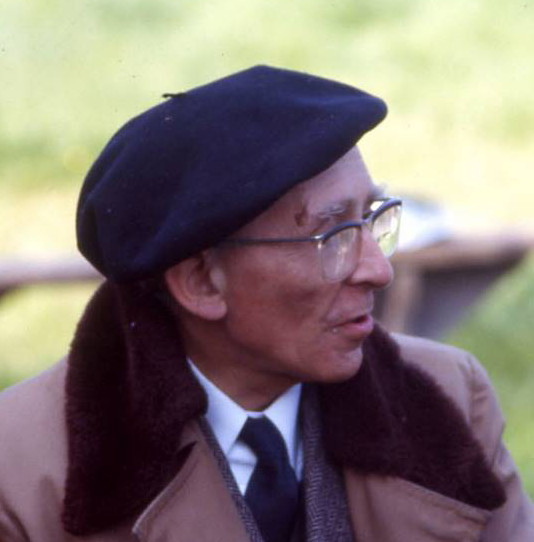

Henri Charles Louis Romagnesi (Parijs, 7 februari 1912 - Draveil, 18 januari 1999) was een belangrijke Franse mycoloog. De Franse Mycologische Vereniging reikt jaarlijks ter ere van hem de Romagnesi-prijs uit. De focus van zijn onderzoekswerk lag op de verwerking van Entoloma en Russula. Zijn botanisch-mycologische auteursafkorting is "Romagn.".

## Prestaties
Romagnesi werd bekend door zijn uitgebreide monografie over het geslacht Entoloma of Rhodophyllus, zoals het begin 20e eeuw nog werd genoemd.
Zijn tweede grote onderzoeksfocus lag op het grote geslacht Russula. In 1967 verscheen zijn bekende monografie Les Russules d'Europe et d'Afrique du Nord, waarin hij bijna alle toen bekende Europese russula's in detail beschreef. Met zijn werk bracht hij een revolutie teweeg in het russula-systeem van die tijd en creëerde een systeem dat nog steeds de basis vormt van alle moderne russula-classificatiesystemen. Veel soorten werden in dit werk voor het eerst op geldige wijze door hem beschreven.
Een ander belangrijk werk was de Flore Analytique des Champignons Supérieurs, die hij samen met Robert Kühner redigeerde. Dit boek was lange tijd het belangrijkste mycologische naslagwerk in het Frans.